# Torneo de Metz 2019
El Moselle Open 2019 fue un torneo de tenis perteneciente al ATP Tour 2019 en la categoría ATP World Tour 250. El torneo tuvo lugar en la ciudad de Metz (Francia) desde el 16 hasta el 22 de septiembre de 2019 sobre canchas duras.

## Distribución de puntos
| Modalidad            | Campeón | Finalista | Semifinales | Cuartos de final | 2ª ronda | 1ª ronda | Clasificados | 2ª ronda de clasificación | 1ª ronda de clasificación |
| Individual masculino | 250     | 165       | 100         | 50               | 25       | 0        | 13           | 7                         | 0                         |
| Dobles masculino     | 250     | 150       | 90          | 45               | 20       | 0        | -            | -                         | -                         |

## Cabezas de serie

### Individuales masculino
| Tenista              | Ranking | Preclasificado |
| David Goffin         | 14      | 1              |
| Nikoloz Basilashvili | 17      | 2              |
| Benoît Paire         | 23      | 3              |
| Lucas Pouille        | 26      | 4              |
| Fernando Verdasco    | 35      | 5              |
| Hubert Hurkacz       | 36      | 6              |
| Gilles Simon         | 37      | 7              |
| Jan-Lennard Struff   | 39      | 8              |

- Ranking del 9 de septiembre de 2019.[2]

### Dobles masculino
| Tenista                                | Ranking | Preclasificados |
| Nicolas Mahut Édouard Roger-Vasselin   | 34      | 1               |
| Luke Bambridge Ben McLachlan           | 85      | 2               |
| Jonny O'Mara Ken Skupski               | 102     | 3               |
| Santiago González Aisam-ul-Haq Qureshi | 116     | 4               |

## Campeones

### Individual masculino
Jo-Wilfried Tsonga venció a  Aljaž Bedene por 6-7(4-7), 7-6(7-4), 6-3

### Dobles masculino
Robert Lindstedt /  Jan-Lennard Struff vencieron a  Nicolas Mahut /  Édouard Roger-Vasselin por 2-6, 7-6(7-1), [10-4]